# Tro Bro Leon
Tro Bro Leon er et cykelløb i Finistère, Bretagne, Frankrig. Løbet er rangeret som 1.Pro og er en del af UCI ProSeries i landevejscykling. Løbet var for amatører frem til 2000, men har været for professionelle siden. Løbet er ofte blevet kaldt Den lille Paris-Roubaix og Helvedet i vest, fordi løbet indeholder 24 sektioner med mudder, brosten og grusveje. 

## Vindere
| År   | Vinder               | Toer                 | Treer                        |        |
| ---- | -------------------- | -------------------- | ---------------------------- | ------ |
| 1984 | Bruno Chemin         | Jean-Jacques Lamour  | Marcel Richeux               |        |
| 1985 | Bruno Chemin         | Hubert Graignic      | Dominique Le Bon             |        |
| 1986 | Philippe Dalibard    | Jean-Jacques Lamour  | Marc Hibou                   |        |
| 1987 | Dominique Le Bon     | Philippe Beau        | Jean-Jacques Lamour          |        |
| 1988 | Philippe Dalibard    | Stéphane Piriac      | Dominique Le Bon             |        |
| 1989 | Philippe Dalibard    | Serge Oger           | Bertrand Sourget             |        |
| 1990 | Marc Hibou           | Philippe Dalibard    | Emmanuel Mallet              |        |
| 1991 | William Milloux      | Loïc Le Flohic       | Xavier Brissaud              |        |
| 1992 | Jaan Kirsipuu        | Jean-Louis Conan     | Jean-Marc Barbé              |        |
| 1993 | Jean-Philippe Rouxel | Michel Lallouët      | Francis Urien                |        |
| 1994 | Stéphane Pétilleau   | Serge Oger           | Jean-Jacques Lamour          |        |
| 1995 | Camille Coualan      | Philippe Le Barbier  | Sylvain Desbois              |        |
| 1996 | Thierry Bricaud      | Francis Urien        | Walter Bénéteau              |        |
| 1997 | Frédéric Delalande   | Jean-Philippe Rouxel | Franck Laurance              |        |
| 1998 | Frédéric Delalande   | Francis Urien        | Jean-Michel Thilloy          |        |
| 1999 | Jean-Michel Thilloy  | Ludovic Capelle      | Ludovic Auger                |        |
| 2000 | Jo Planckaert        | Samuel Sánchez       | Ludovic Capelle              |        |
| 2001 | Jacky Durand         | Erwin Thijs          | Eddy Lembo                   |        |
| 2002 | Baden Cooke          | Walter Bénéteau      | Sébastien Hinault            |        |
| 2003 | Samuel Dumoulin      | Philippe Gilbert     | Didier Rous                  |        |
| 2004 | Samuel Dumoulin      | Christophe Mengin    | Bert Scheirlinckx            |        |
| 2005 | Tristan Valentin     | Cédric Coutouly      | Michail Viktorovich Timoshin |        |
| 2006 | Mark Renshaw         | Aljaksandr Vusaw     | Jean-Patrick Nazon           |        |
| 2007 | Saïd Haddou          | Sébastien Chavanel   | Christophe Diguet            |        |
| 2008 | Frédéric Guesdon     | Maksim Gurov         | Julien Belgy                 |        |
| 2009 | Saïd Haddou          | Stéphane Bonsergent  | Lilian Jégou                 |        |
| 2010 | Jérémy Roy           | Renaud Dion          | Lloyd Mondory                |        |
| 2011 | Vincent Jérôme       | Will Routley         | Arnold Jeannesson            |        |
| 2012 | Ryan Roth            | Benoît Jarrier       | Guillaume Boivin             |        |
| 2013 | Francis Mourey       | Johan Le Bon         | Anthony Geslin               |        |
| 2014 | Adrien Petit         | Flavien Dassonville  | Cédric Pineau                |        |
| 2015 | Alexandre Geniez     | Benoît Jarrier       | Florian Sénéchal             |        |
| 2016 | Martin Mortensen     | Peter Williams       | Florian Vachon               |        |
| 2017 | Damien Gaudin        | Frederik Backaert    | Benjamin Giraud              |        |
| 2018 | Christophe Laporte   | Damien Gaudin        | Jelle Mannaerts              |        |
| 2019 | Andrea Vendrame      | Baptiste Planckaert  | Emil Vinjebo                 |        |
| 2020 | aflyst               | aflyst               | aflyst                       | aflyst |
| 2021 | Connor Swift         | Piet Allegaert       | Baptiste Planckaert          |        |
| 2022 | Hugo Hofstetter      | Luca Mozzato         | Connor Swift                 |        |
| 2023 | Giacomo Nizzolo      | Arnaud De Lie        | Nils Eekhoff                 |        |
| 2024 | Arnaud De Lie        | Clément Venturini    | Pierre Gautherat             |        |
| 2025 |                      |                      |                              |        |